# Amirollia
Amirollia is een geslacht van rechtvleugeligen uit de familie sabelsprinkhanen (Tettigoniidae). De wetenschappelijke naam van dit geslacht is voor het eerst geldig gepubliceerd in 2011 door Ingrisch.

## Soorten
Het geslacht Amirollia omvat de volgende soorten:
- Amirollia furcata Ingrisch, 2011
- Amirollia ulla Gorochov, 2008